# Єжи Стодулкевич
Єжи Станіслав Стодулкевич (1933—1988) — польський астроном, один з піонерів застосування методу Монте-Карло до динаміки зоряних скупчень, директор Астрономічного центру імені Миколая Коперника (1981—1987), президент Польського астрономічного товариства (з 1975), головний редактор журналу «Прогрес астрономії» (з 1975).

## Біографія
У 1951—1955 роках вивчав астрономію у Варшавському університеті. З листопада 1955 року почав працювати в команді зі створення Центральної астрономічної обсерваторії, яка згодом була перетворена на Відділ астрономії Польської академії наук, а потім на Астрономічний центр імені Миколая Коперника. У 1962 році він здобув ступінь доктора філософії за дисертацію «Про магнітогравітаційну стійкость спіральних рукавів галактичного газу». З цієї теми він опублікував серію з трьох статей в Acta Astronomica.
Особливо відзначився в астрономії як активіст і організатор. З 1961 року був членом Польського астрономічного товариства, а з 1975 року й до самої смерті керував роботою товариства. З 1975 року до своєї смерті він також був головним редактором журналу «Прогрес астрономії». У 1981—1987 роках був директором Астрономічного центру імені Миколая Коперника.
Стодулкевич написав академічний підручник «Загальна астрофізика з елементами геофізики», за який у 1968 році отримав нагороду міністра освіти Польщі.

## Наукові результати
Після здобуття ступеня доктора філософії він переважно досліджував теми, пов'язані з динамікою, особливо інтегралами руху. На початку 1980-х років, з поширенням доступу до комп'ютерів, він зацікавився чисельним моделюванням еволюції зоряних скупчень і був одним із піонерів моделювань зоряної динаміки за методом Монте-Карло. Його програма для розрахунку еволюції кулястих скупчень була однією з найкращих у світі на той час і дозволяла проаналізувати явище гравітаційного колапсу ядра скупчення та еволюцію скупчення після цієї стадії.